# 피지퍼스트
피지퍼스트(영어: FijiFirst)는 현 피지의 여당이다. 2014년 3월 31일에 창당했으며 초세이아 보렝게 므베이니마라마 총리가 당수를 맡고 있다.